# Мері-Луїз Паркер
Мері-Луїз Паркер (англ. Mary-Louise Parker; нар. 2 серпня 1964) — американська акторка та письменниця. Лауреатка премій «Еммі», «Тоні» і двох «Золотих глобусів».
Паркер у різні роки мала великий успіх у театрі, на телебаченні і в кіно. Виграла премію «Тоні» за головну роль у п'єсі «Доказ» (2000), після чого знайшла більше визнання завдяки ролі політичної активістки Емі Гарднер в серіалі «Західне крило», за що отримала першу номінацію на «Еммі». У 2004 році Паркер отримала «Еммі» за роль у міні-серіалі «Ангели в Америці».
З 2005 по 2012 роки Паркер виконувала головну роль в серіалі «Дурман», за яку в 2006 році отримала «Золотий глобус», а також тричі номінувалася на «Еммі». На великому екрані Паркер найбільш відома завдяки ролям у фільмах «Смажені зелені помідори», «Великий каньйон», «Кулі над Бродвеєм», «Клієнт», «Хлопці побоку» і «РЕД».

## Життя і кар'єра
Мері-Луїз Паркер народилася 1967 року в Південній Кароліні. Вона здобула освіту в школі мистецтв Північної Кароліни за спеціалізацією драми. Кар'єра Мері-Луїз почалася з епізодичній ролі в денній мильній опері «Надії Раяна». У 1980 році Паркер переїхала до Нью-Йорка, де влаштовувалася на роботу до компанії ECCO. Далі було кілька незначних ролей, після чого в 1990 році відбувся її дебют на бродвейській сцені у постановці Крейга Лукаса «Прелюдія до поцілунку», яка принесла їй першу номінацію на премію «Тоні» за найкращу жіночу роль у п'єсі.
Після успіху на бродвейській сцені, Паркер була запрошена на основні ролі у великих кінофільмах «Смажені зелені помідори», «Великий каньйон». Наступні кілька років вона знімалася в ряді фільмів, а також не припиняла роботу в театрі. Вона отримала схвальні оцінки від критиків за роль в комедії Вуді Аллена «Кулі над Бродвеєм», а після в драмі «Хлопці побоку», де зіграла жінку, хвору на СНІД.
У 1997 році, Паркер виграла премію Obie за головну роль у п'єсі «Як я навчилася керувати авто», а також досягла успіху завдяки головним ролям у декількох телефільмах. У 2001 році вона виграла «Тоні» за головну роль у п'єсі «Доказ», а заодно і всі інші основні театральні премії. Наступного року вона знову привернула увагу критиків за гру політичної активістки Емі Гарднер в серіалі «Західне крило», завдяки чому номінувалася на «Еммі» за найкращу жіночу роль другого плану в драматичному телесеріалі. Потім вона з'явилася в кінофільмі «Червоний дракон», а в 2003 році виграла «Еммі» за найкращу жіночу роль другого плану в міні-серіалі або фільмі і «Золотий глобус» за найкращу жіночу роль другого плану — міні-серіал, серіал або телефільм за роль у міні-серіалі «Ангели в Америці».
У 2005 році, Паркер почала грати свою найвідомішу роль, продавчині наркотиків Ненсі Ботвін у серіалі «Дурман». У 2006 році вона отримала «Золотий глобус» за найкращу жіночу роль в телевізійному серіалі — комедія або мюзикл, обійшовши в категорії четвірку актрис із серіалу «Відчайдушні домогосподарки», від ролі в якому вона відмовилась у 2004 році. У 2007 році вона номінувалася на «Еммі» за найкращу жіночу роль у міні-серіалі або фільмі за роль у телефільмі «Наречена-злодійка». На додаток до цього вона знялася в комерційно успішних фільмах «Спайдервік: Хроніки», «РЕД» і «РЕД 2».

## Особисте життя
З 1996 по листопад 2003 року Паркер зустрічалась з актором Біллі Крудапом, який залишив її заради Клер Дейнс, коли Паркер була на сьомому місяці вагітності. Їх син, Вільям Аттікус Паркер, народився у 2004 році.
У грудні 2006 року Паркер почала зустрічатися з актором Джеффрі Діном Морганом, партнером по серіалу «Дурман». У лютому 2008 року Паркер і Морган побралися, однак у квітні того ж року розлучилися.
У вересні 2007 року Паркер удочерила дівчинку з Ефіопії, Керолайн Абереш Паркер.

## Фільмографія

### Кіно
| Рік  | Українська назва                              | Оригінальна назва                                          | Роль                      | Примітки                                                                            |
| ---- | --------------------------------------------- | ---------------------------------------------------------- | ------------------------- | ----------------------------------------------------------------------------------- |
| 1989 | Знаки життя                                   | Signs of Life                                              | Шарлотта                  |                                                                                     |
| 1990 | Близький товариш                              | Longtime Companion                                         | Ліза                      |                                                                                     |
| 1991 | Смажені зелені помідори                       | Fried Green Tomatoes                                       | Рут Джемісон              |                                                                                     |
| 1991 | Великий каньйон                               | Grand Canyon                                               | Ді                        |                                                                                     |
| 1993 | Містер Диво                                   | Mr. Wonderful                                              | Рита                      |                                                                                     |
| 1993 | Голі з Нью-Йорка                              | Naked in New York                                          | Джоанн Вайт               |                                                                                     |
| 1994 | Кулі над Бродвеєм                             | Bullets Over Broadway                                      | Еллен                     |                                                                                     |
| 1994 | Клієнт                                        | The Client                                                 | Дайанн Суєй               |                                                                                     |
| 1995 | Нерозумні                                     | Reckless                                                   | Шляхи                     |                                                                                     |
| 1995 | Хлопці побоку                                 | Boys on the Side                                           | Робін                     |                                                                                     |
| 1996 | Портрет леді                                  | The Portrait of a Lady                                     | Генрієтта Стакпол         |                                                                                     |
| 1997 | Вбивство при свідомості                       | Murder in Mind                                             | Керолайн Волкер           |                                                                                     |
| 1997 | Правила гри                                   | The Maker                                                  | Офіцер Емілі Пек          |                                                                                     |
| 1998 | Прощай, коханець                              | Goodbye Lover                                              | Пеггі Блейн               |                                                                                     |
| 1999 | Нехай диявол носить чорне                     | Let the Devil Wear Black                                   | Джулія Гірш               |                                                                                     |
| 1999 | П'ять почуттів                                | The Five Senses                                            | Рона                      | Номінація — Премія «Джині» за найкращу жіночу роль роль                             |
| 2002 | Червоний Дракон                               | Red Dragon                                                 | Моллі Грем                |                                                                                     |
| 2002 | Якість Милості                                | The Quality of Mercy                                       | Сара Річардсон            | Короткометражний фільм                                                              |
| 2002 | Повітряні замки                               | Pipe Dream                                                 | Тоні Еделман              |                                                                                     |
| 2004 | Врятована!                                    | Saved!                                                     | Лілліан                   |                                                                                     |
| 2004 | Найкращий злодій світу                        | The Best Thief in the World                                | Сью Зайдман               |                                                                                     |
| 2006 | Любов і сигарети                              | Romance & Cigarettes                                       | Констанція Мердер         |                                                                                     |
| 2007 | Як боягузливий Роберт Форд убив Джесі Джеймса | The Assassination of Jesse James by the Coward Robert Ford | Зі Джеймс                 |                                                                                     |
| 2008 | Спайдервік: Хроніки                           | The Spiderwick Chronicles                                  | Хелен Грейс               |                                                                                     |
| 2009 | Сексоголік                                    | Solitary Man                                               | Джордан                   |                                                                                     |
| 2010 | Крик                                          | Howl                                                       | Гейл Поттер               |                                                                                     |
| 2010 | РЕД                                           | Red                                                        | Сара Росс                 | Номінація — Премія «Супутник» за найкращу жіночу роль у фільмі — комедія або мюзикл |
| 2013 | Примарний патруль                             | R.I.P.D.                                                   | Мілдред Проктор           |                                                                                     |
| 2013 | РЕД 2                                         | Red 2                                                      | Сара Росс                 |                                                                                     |
| 2013 | Різдво в Конуея                               | Christmas in Conway                                        | Сьюзі Мейор               |                                                                                     |
| 2014 | Підстава                                      | Behaving Badly                                             | Люсі Стівенс / Свята Лола |                                                                                     |
| 2014 | Джеймсі                                       | Jamesy Boy                                                 | Трейсі Бернс              |                                                                                     |
| 2016 | Любов до великого міста                       | Chronically Metropolitan                                   | Аннабель                  |                                                                                     |
| 2017 | Золоті виходи                                 | Golden Exits                                               | Гвендолін                 |                                                                                     |
| 2018 | Червоний горобець                             | Red Sparrow                                                | Стефані Буше              |                                                                                     |
| 2021 | Та сама буря                                  | The Same Storm                                             | Роксі                     |                                                                                     |
| 2023 | Сенека: Про створення землетрусів             | Seneca – On the Creation of Earthquakes                    | Агрипина                  |                                                                                     |
| 2024 | Петля часу                                    | Omni Loop                                                  | Зоя Лоу                   |                                                                                     |

### Телебачення
| Рік       | Українська назва                        | Оригінальна назва                    | Роль                | Примітки |
| --------- | --------------------------------------- | ------------------------------------ | ------------------- | --- |
| 1988      | Занадто маленький герой                 | Too Young the Hero                   | Перл Спенсер        | Телевізійний фільм |
| 1994      | Притулок для Енні                       | A Place for Annie                    | Лінда               | Телевізійний фільм |
| 1995      | Любов і мафія                           | Sugartime                            | Філліс Макгуайр     | Телевізійний фільм |
| 1998      | Ціна успіху                             | Legales                              | Ріка Мартін         | Телевізійний фільм |
| 1998      | Можливо святий                          | Saint Maybe                          | Люсі Дін Бедлоу     | Телевізійний фільм |
| 1999      | Просте життя Ноя Дирборна               | The Simple Life of Noah Dearborn     | доктор Крейн Валері | Телевізійний фільм |
| 2000      | Стріли Амура                            | Cupid & Cate                         | Кет Деанджело       | Телевізійний фільм |
| 2001-2006 | Західне крило                           | The West Wing                        | Емі Гарднер         | Повторювана роль, 23 епізоди Номінація — Премія «Еммі» за найкращу жіночу роль другого плану в драматичному телесеріалі (2002) Номінація — Премія Гільдії кіноакторів США за найкращий акторський склад у драматичному серіалі (2002) |
| 2002      | Кращий шпигун: Історія Роберта Генссена | Master Spy: The Robert Hanssen Story | Бонні Хенссен       | Телевізійний фільм |
| 2003      | Ангели в Америці                        | Angels in America                    | Харпер Пітт         | Регулярна роль, 6 епізодів Премія «Еммі» за найкращу жіночу роль другого плану в міні-серіалі або фільмі Премія «Золотий глобус» за найкращу жіночу роль другого плану — міні-серіал, серіал або телефільм Номінація — Премія Гільдії кіноакторів США за найкращу жіночу роль у телефільмі або міні-серіалі Номінація — Премія «Супутник» за найкращу жіночу роль другого плану — міні-серіал, серіал або телефільм |
| 2004      | Чудова втеча                            | Miracle Run                          | Коррін Морган-Томас | Телевізійний фільм |
| 2005      | Оцтова гора                             | Vinegar Hill                         | Еллен Грієр         | Телевізійний фільм |
| 2005-2012 | Дурман                                  | Weeds                                | Ненсі Ботвін        | Регулярна роль, 102 епізоди Премія «Золотий глобус» за кращу жіночу роль в телевізійному серіалі — комедія або мюзикл (2006) Премія «Супутник» за найкращу жіночу роль в телевізійному серіалі — комедія або мюзикл (2005) Номінація — Премія «Еммі» за найкращу жіночу роль у комедійному телесеріалі (2007—2009) Номінація — Премія «Золотий глобус» за найкращу жіночу роль в телевізійному серіалі — комедія або мюзикл (2007—2009) Номінація — Премія Гільдії кіноакторів США за найкращу жіночу роль у комедійному серіалі (2006—2009) Номінація — Премія Гільдії кіноакторів США за найкращий акторський склад у комедійному серіалі (2007, 2009) Номінація — Премія «Супутник» за найкращу жіночу роль в телевізійному серіалі — комедія або мюзикл (2006, 2008) |
| 2007      | Наречена-злодійка                       | The Robber Bride                     | Зенія               | Телевізійний фільм Премія «Джеміні» за найкращу жіночу роль у міні-серіалі або фільмі Номінація — Премія «Еммі» за найращу жіночу роль у міні-серіалі або фільмі |
| 2014      | Чорний список                           | The Blacklist                        | Наомі Хайленд       | Гостьова роль, 4 епізоди |
| 2017      | Коли ми повстанемо                      | When We Rise                         | Рома Гай            | Регулярна роль, 4 епізоди |
| 2017      | Мільярди                                | Billions                             | Джордж Минчак       | Гостьова роль, 2 епізоди |
| 2017      | Містер Мерседес                         | Mr. Mercedes                         | Джені Паттерсон     | Регулярна роль, 6 епізодів |
| 2021      | Колін у чорно-білому                    | Colin in Black & White               | Тереза Капернік     | Мінісеріал, основна роль |
| 2023      | Джейн                                   | Jane                                 | Робін               | Запрошена зірка (4-й епізод) |

## Театр
| Рік       | Українська назва             | Оригінальна назва      | Роль              | Майданчик                                                    | Примітки |
| --------- | ---------------------------- | ---------------------- | ----------------- | ------------------------------------------------------------ | --- |
| 1989-1990 | Мистецтво успіху             | The Art of Success     | Джейн Хогарт      | Театр «New York City Center» (Офф-Бродвей)                   | |
| 1990-1991 | Прелюдія до поцілунку        | Prelude to a Kiss      | Рита Бойл         | Театр Хелен Хейс (Broadway)                                  | Премія «Театральний світ» Премія Кларенса Дервента багатообіцяючої актрисі Номінація — Премія «Тоні» за найкращу жіночу роль у п'єсі Номінація — Премія «Драма Деск» за найкращу жіночу роль у п'єсі                                                                    |
| 1993      | Чотири собаки і кістка       | Four Dogs and a Bone   | Бренда            | Театр «New York City Center» (Офф-Бродвей)                   | |
| 1996      | Автобусна зупинка            | Bus Stop               | Шері              | Театр Circle in the Square" (Broadway)                       | |
| 1997      | Як я навчилася керувати авто | How I Learned to Drive | Ли'л Біт          | Театр «Vineyard» (Офф-Бродвей)                               | Премія Люсіль Лортел за найкращу жіночу роль Премія «Obie» за видатне виконання Номінація — Премія Зовнішнього товариства критиків за найкращу жіночу роль у п'єсі |
| 2000-2001 | Доказ                        | Proof                  | Кетрін            | Театр Уолтера Керра (Broadway)                               | Премія «Тоні» за найкращу жіночу роль у п'єсі Премія «Драма Деск» за найкращу жіночу роль у п'єсі Премія Люсіль Лортел за найкращу жіночу роль Премія Зовнішнього товариства критиків за найкращу жіночу роль у п'єсі Премія Ліги Драми за найкращу жіночу роль у п'єсі |
| 2004      | Безрозсудні                  | Reckless               | Рейчел            | Театр Семюела Дж. Фрідмана (Broadway)                        | Номінація — Премія «Тоні» за найкращу жіночу роль у п'єсі |
| 2008      | Мобільник мерця              | Dead man's Cell Phone  | Джин              | Театр «Playwrights Horizons»                                 | |
| 2009      | Гедда Ґаблер                 | Hedda Gabler           | Гедда Тесман      | Театр «American Airlines» (Broadway)                         | |
| 2013      | Снігові гуси                 | The Snow Geese         | Елізабет Гейслінг | Театр Семюела Дж. Фрідмана (Broadway)                        | |
| 2015      | Хайзенберг                   | Гейзенберга            | Джорджі Бернс     | Театр «New York City Center»                                 | |
| 2016      | Хайзенберг                   | Гейзенберга            | Джорджі Бернс     | Театр Семюела Дж. Фрідмана (Broadway)                        | |
| 2018      | Звук зсередини               | The Sound Inside       | Белла Берд        | Вільямстаунський театральний фестиваль (Регіональні виступи) | |
| 2019-2020 | Звук зсередини               | The Sound Inside       | Белла Берд        | Театр «Студія 54» (Broadway)                                 | |
| 2020      | Як я навчилася керувати авто | How I Learned to Drive | Лі'л Біт          | Театр Семюела Дж. Фрідмана (Broadway)                        | |